# Craig Adams (hockey sur glace)
Vous lisez un « bon article » labellisé en 2011.
Pour les articles homonymes, voir Craig Adams et Adams.
Craig Adams (né le 26 avril 1977 à Seria au Brunei) est un joueur canadien de hockey sur glace professionnel évoluant dans la Ligue nationale de hockey avec les Penguins de Pittsburgh au poste d'ailier droit. Il possède deux passeports : canadien et britannique. Il est repêché en neuvième ronde, 223e au total par les Whalers de Hartford au repêchage d'entrée de 1996 – il est ainsi le dernier joueur choisi par les Whalers avant leur départ pour devenir les Hurricanes de la Caroline, équipe basée à Raleigh.
Il remporte le championnat d'Italie en 2005 avec le HCJ Milano Vipers puis remporte la Coupe Stanley avec les Hurricanes en 2005-2006. Il reste au club jusqu'en 2007 puis change deux fois d'équipe en deux saisons avant de remporter une nouvelle fois la Coupe Stanley en 2008-2009, cette fois avec les Penguins de Pittsburgh.

## Biographie

### Ses débuts

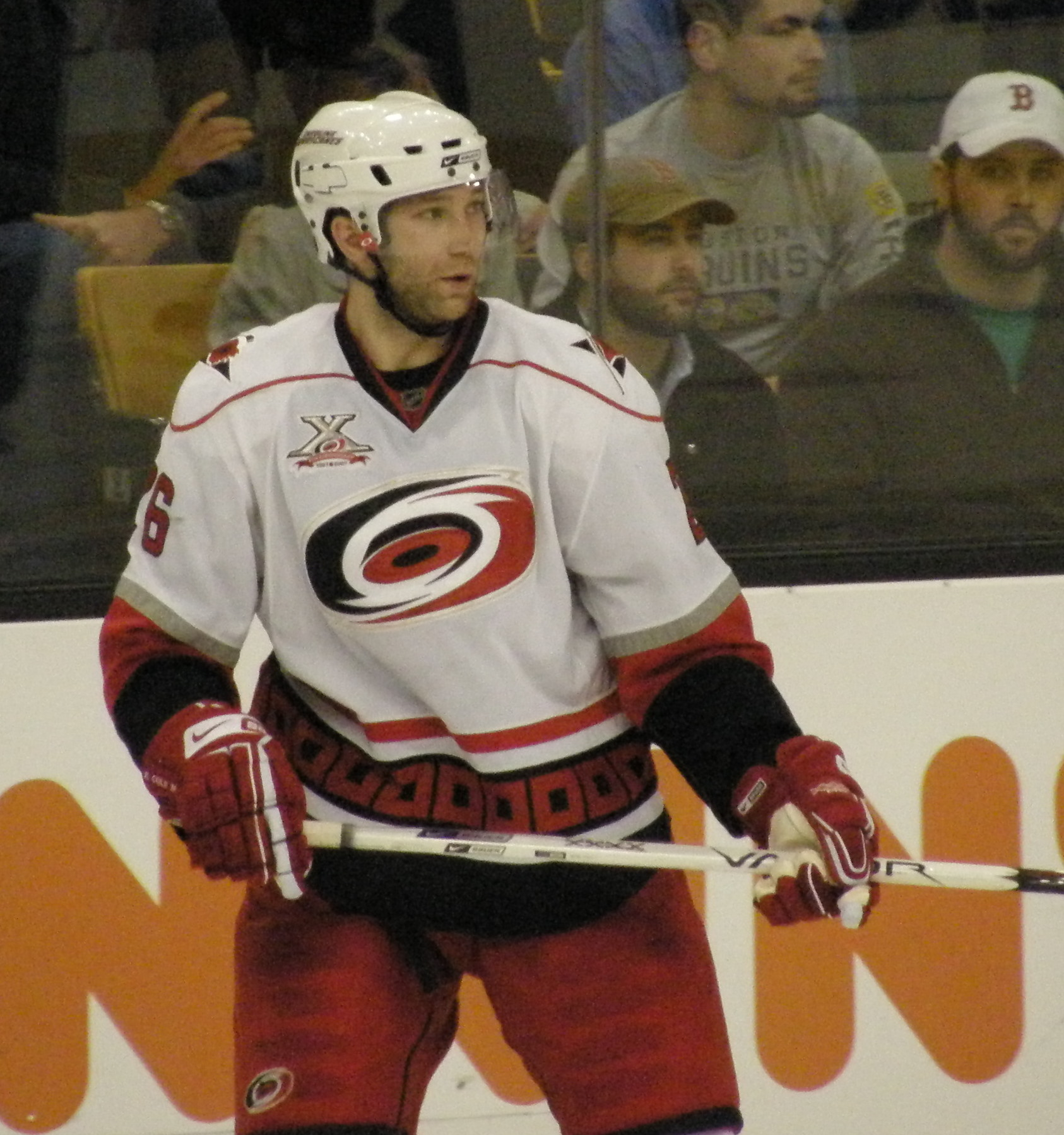
En 1998-1999, Erik Cole (ici en photographie sous les couleurs des Hurricanes de la Caroline) est le meilleur buteur de l'ECAC Hockey.

Craig Adams, fils de Hilary et Mike, naît le 26 avril 1977 à Seria au Brunei où son père travaille alors pour la compagnie pétrolière Shell. Il grandit à Calgary dans l'Alberta et fait ses débuts en jouant pour les Canucks de Calgary dans la Ligue de hockey junior de l'Alberta (également désignée par le sigle LHJA) en 1994-1995. À l'issue de la saison, les Canucks remportent le titre de champions de la LHJA puis celui de champions Ligue canadienne de hockey junior de la zone Pacifique. Ils reçoivent alors la Coupe Doyle et sont qualifiés pour le tournoi final de la LCHJ ; tournoi qui regroupe les vainqueurs des championnats régionaux et une ville hôte. Adams et les siens remportent alors la Coupe du centenaire du Manitoba - Centennial Cup en anglais – en battant les Rangers de Gloucester, hôtes du tournoi.
En 1995-1996, il rejoint le championnat universitaire, la National Collegiate Athletic Association en jouant pour le Crimson de l'Université Harvard dans la division ECAC Hockey. À l'issue de sa première saison avec l'équipe, il reçoit le George Percy Award, trophée interne de l'équipe, honorant ses qualités morales et son enthousiasme. Il participe au repêchage d'entrée de 1996 dans la Ligue nationale de hockey et est choisi en neuvième ronde, le 223e joueur, par les Whalers de Hartford. Il est le dernier joueur de l'histoire repêché par les Whalers puisque ces derniers déménagent à la fin de la saison 1996-1997 et deviennent les Hurricanes de la Caroline.
Malgré ce repêchage, il continue ses études à Harvard en histoire et joue quatre saisons dans la NCAA pour le Crimson. En 1997-1998, il manque une bonne partie du championnat en raison d'une blessure à l'épaule. Lors de la saison suivante, sa dernière avec le Crimson, il est nommé capitaine de l'équipe. À l'issue de la saison, il reçoit un nouveau trophée de son équipe, le Ralph “Cooney” Weiland Award, trophée qui récompense son style de jeu.

### Ses débuts avec les Hurricanes

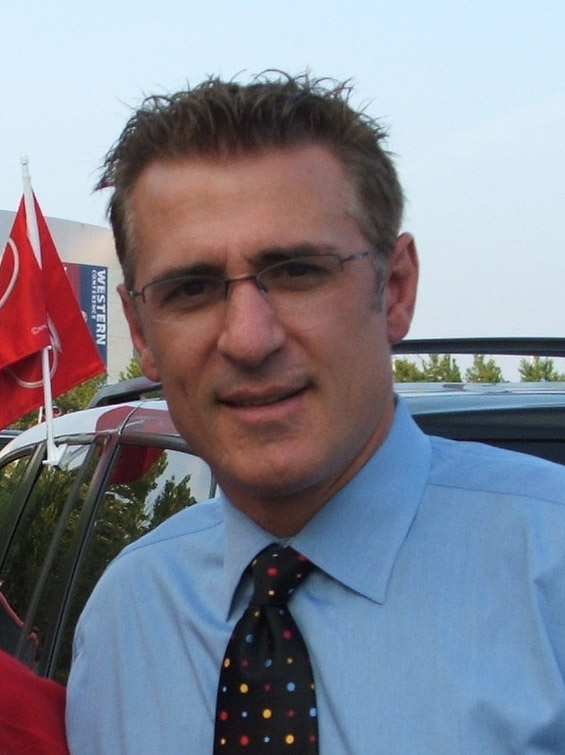
Ron Francis, coéquipier d'Adams et capitaine des Hurricanes entre 1999 et 2004.

Adams rejoint l'organisation des Hurricanes en s'alignant en 1999-2000 pour leur équipe affiliée dans la Ligue internationale de hockey, les Cyclones de Cincinnati. L'ailier compte alors vingt-quatre buts lors de la saison régulière et cent-vingt-quatre minutes de pénalité alors que les Cyclones finissent troisièmes de leur division. Qualifiés directement pour la deuxième ronde, ils perdent au troisième tour en cinq matchs. En 2000-2001, Adams ne joue que quelques matchs dans la LIH passant tout le reste de la saison dans la LNH. Il participe ainsi à quarante-quatre matchs des Hurricanes alors que ces derniers finissent à la deuxième place de la division, puis il joue trois matchs des séries éliminatoires de la LNH. Au cours de la saison suivante, il partage encore une fois son temps de jeu entre la LNH et les ligues mineures, jouant dans la Ligue américaine de hockey pour les Lock Monsters de Lowell.
Finalement, il gagne sa place dans la LNH et joue la quasi-totalité des rencontres de la saison 2002-2003 de la LNH – il ne manque qu'une seule partie au cours de cette saison. L'équipe compte dans ses rangs Jeff O'Neill, repêché en 1994 par les Whalers et meilleur pointeur de l'équipe cette saison, mais également le vétéran et capitaine Ron Francis. Malgré tout, l'équipe est éliminée de la course aux séries, ce qui est également le cas lors de la saison suivante.
La saison 2004-2005 de la LNH est annulée en raison d'un lock-out et le 24 juillet 2004, Adams signe un contrat d'une saison en tant qu'agent libre avec le Hockey Club Junior Milano Vipers en Serie A italienne,. Il y joue trente matchs de la saison régulière alors que Milan finit à la première place. Il joue également les quinze matchs des playoffs nécessaires à son club pour devenir champion d'Italie.

### Sa première Coupe Stanley

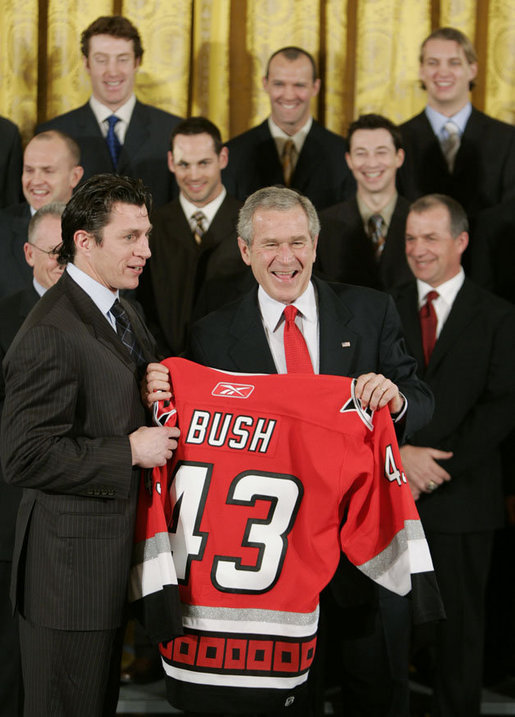
Rod Brind'Amour, capitaine des Hurricanes champions de la Coupe Stanley, remet à George W. Bush un maillot de l'équipe en 2006.

Le 25 août 2005, Craig Adams s'entend avec les Mighty Ducks d'Anaheim pour un contrat d'une saison mais il ne joue pas un seul match sous les couleurs d'Anaheim : le 3 octobre 2005, il change une nouvelle fois d'équipe en retournant aux Hurricanes en retour du défenseur Bruno Saint-Jacques. Il commence la saison avec les Lock Monsters mais joue tout de même soixante-sept matchs du calendrier avec l'équipe de la Caroline. Deuxièmes de l'association de l'Est, les Hurricanes passent le premier tour des séries en éliminant les Canadiens de Montréal en six matchs après avoir remplacé leur gardien vétéran Martin Gerber par la recrue Cam Ward après les deux premiers matchs perdus à domicile. Par la suite, les Hurricanes éliminent les Devils du New Jersey en cinq rencontres puis les Sabres de Buffalo au bout de sept rencontres.
L'équipe de la Caroline accède ainsi à la deuxième finale de la Coupe Stanley de son histoire et est opposée aux Oilers d'Edmonton. Les Oilers sont menés deux matchs à zéro avant de revenir et finalement la série se joue dans un septième et dernier match sur la glace des Hurricanes, le RBC Center, le 19 juin 2006. Les joueurs locaux l'emportent 3 buts à 1 et remportent la première Coupe Stanley de leur histoire. Ward reçoit le trophée Conn-Smythe du meilleur joueur des séries éliminatoires ; Adams joue l'intégralité des vingt-cinq matchs des séries sans inscrire un seul point.
Traditionnellement, les joueurs remportant la Coupe Stanley ont le droit de passer une journée avec le trophée et Adams profite de cette journée, le 24 août 2006, pour la ramener à Calgary en visitant ses amis mais également dans l’Alberta Children's Hospital, hôpital public pour enfants malades.
Adams joue l'intégralité de la saison suivante mais les Hurricanes ne parviennent pas à se qualifier pour les séries éliminatoires. Il commence la saison 2007-2008 avec l'équipe de Raleigh mais le 17 janvier 2008, il est échangé aux Blackhawks de Chicago en retour de considérations futures. Il n'y joue qu'un peu plus d'un an avant d'être mis en ballottage par Chicago.

### Une nouvelle Coupe Stanley

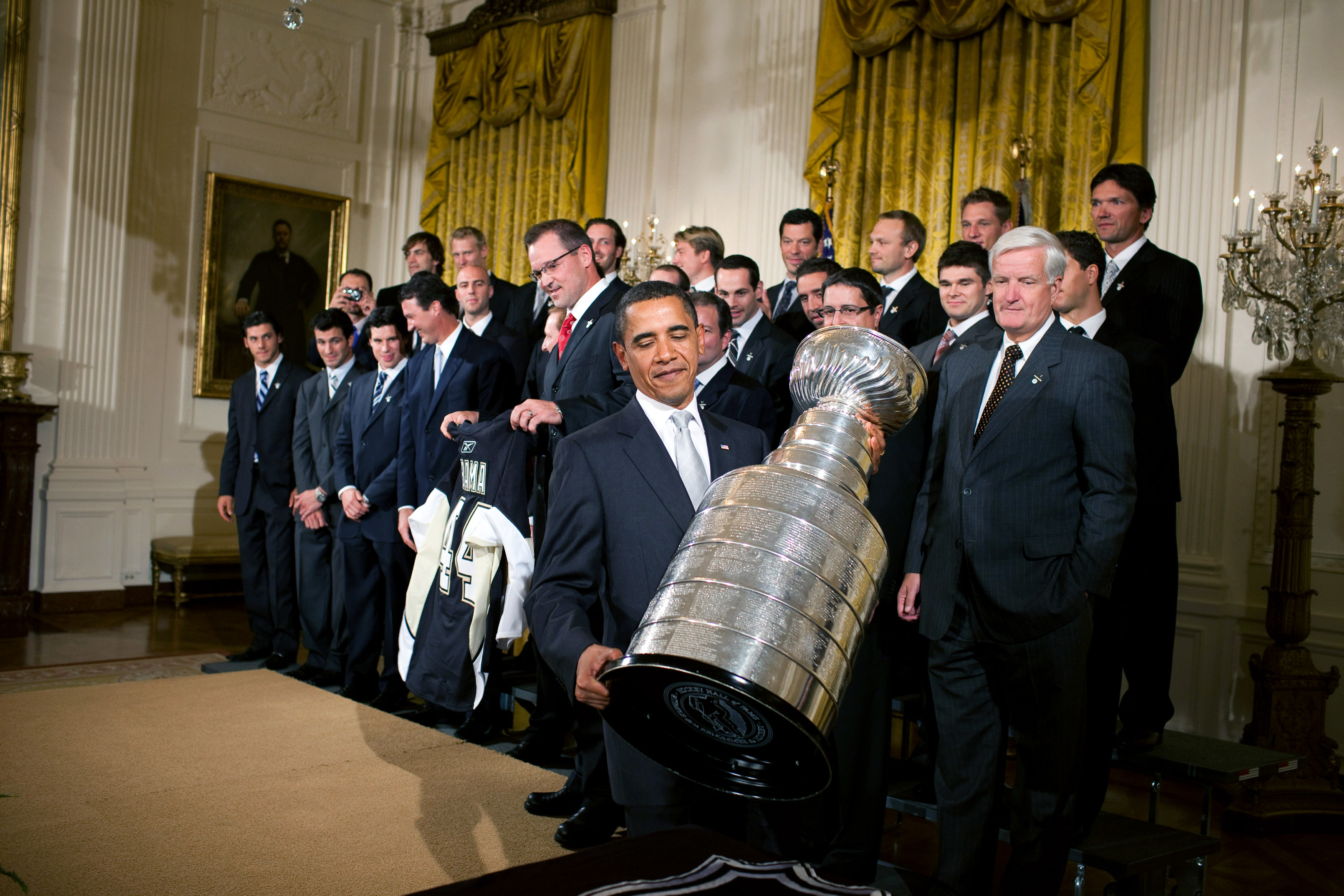
Barack Obama, président des États-Unis en 2009, reçoit les Penguins de Pittsburgh et la Coupe Stanley.

Le 4 mars 2009, Adams est réclamé par les Penguins de Pittsburgh qui sont à la recherche de joueurs d'ailes pour épauler les différents centres de l'équipe : Sidney Crosby, Ievgueni Malkine, Jordan Staal ou encore Maxime Talbot et quatre jours plus tard, il joue son cinq-centième match dans la LNH. Il inscrit son premier et unique point de la saison avec les Penguins le 9 avril. Les Penguins finissent la saison à la deuxième place de la division derrière les Devils avec sept points de retard, quatrième équipe de l'association.
En séries, les Penguins éliminent au premier tour les Flyers de Philadelphie en six matchs alors que lors du dernier match ils sont menés au score 3-0 avant de revenir au jeu, le réveil étant sonné par un combat entre Talbot des Penguins et Dan Carcillo des Flyers. Au tour suivant, Crosby et ses coéquipiers affrontent les Capitals de Washington emmenés par Aleksandr Ovetchkine, meilleur pointeur de la saison régulière. La série se prolonge jusqu'au septième match et une victoire des Penguins 6 buts à 2.
La finale d'association est jouée contre l'ancienne équipe d'Adams, les Hurricanes de la Caroline ; ces derniers perdent totalement pied en étant éliminés en quatre matchs. Contrairement à la saison précédente et à la superstition de la LNH, Crosby en accord avec le vétéran Bill Guerin décide de toucher le trophée Prince de Galles remis au champion de l'association. Les Penguins retrouvent les champions en titre en finale de la Coupe Stanley, les Red Wings de Détroit. Après les deux premières rencontres et deux défaites de Pittsburgh 1-3, la finale semble prendre le même chemin que la saison passée mais les Penguins gagnent les deux matchs chez eux 4-2. Chris Osgood blanchit les Penguins lors de la cinquième date, 5-0, mais Pittsburgh remporte 2-1 le sixième match. La finale se joue donc au terme d'un septième match joué à Détroit le 12 juin et Adams soulève sa deuxième Coupe Stanley à la suite d'une victoire 2-1 grâce à un doublé de Talbot.
Comme en 2006, Adams rapporte la Coupe Stanley à Calgary et en profite pour visiter l'hôpital pour enfants. De retour avec les Penguins pour la saison 2009-2010, il est un des deux joueurs à jouer tous les matchs du calendrier régulier, l'autre étant Staal. Le 28 mars, lors d'une victoire 5-4 contre les Maple Leafs de Toronto, il inscrit son centième point dans la LNH.
Les Penguins terminent à la deuxième place de la division et sont qualifiés pour les séries de la Coupe. Ils rencontrent les Sénateurs d'Ottawa lors du premier tout et en viennent à bout en six matchs mais au cours du deuxième, ils sont éliminés en sept matchs par les Canadiens de Montréal.
La saison 2010-2011 des Penguins est gâchée par les blessures des joueurs de l'équipe. Ainsi Staal rate tout le début de la saison ; quand il revient au jeu en janvier, c'est au tour de Crosby puis de Malkine d'être blessés. Ils manquent tous les deux la fin de saison mais malgré tout, Crosby finit meilleur pointeur de l'équipe avec soixante-six points. En novembre, Adams joue son six-centième match de carrière dans la LNH. Deuxième de la division Atlantique, l'équipe de Pittsburgh perd au premier tour en sept rencontres contre le Lightning de Tampa Bay. Le 9 juin 2011, les Penguins et Adams s'entendent pour une prolongation de contrat de deux saisons.
Il arrête sa carrière en janvier 2016.

## Vie privée
Craig Adams se marie le 26 juillet 2003 avec Anne Cellucci, fille de Paul Cellucci, homme politique et diplomate américain, membre du Parti républicain, gouverneur du Massachusetts de 1997 à 2001 et ambassadeur américain au Canada de 2001 à 2005. Craig et Anne ont deux enfants, un garçon nommé Rhys Argeo né en juillet 2007 et une fille, Francesca Alice, née le 5 mai 2009.

## Statistiques
| Saison     | Équipe                    | Ligue      |     | Saison régulière | Saison régulière | Saison régulière | Saison régulière | Saison régulière |   | Séries éliminatoires | Séries éliminatoires | Séries éliminatoires | Séries éliminatoires | Séries éliminatoires |
| Saison     | Équipe                    | Ligue      | PJ  | B                | A                | Pts              | Pun              | PJ               | B | A                    | Pts                  | Pun                  |                      |                      |
| 1994-1995  | Canucks de Calgary        | LHJA       |     |                  |                  |                  |                  |                  |   |                      |                      |                      |                      |                      |
| 1995-1996  | Crimson d'Harvard         | NCAA       | 34  | 8                | 9                | 17               | 56               | -                | - | -                    | -                    | -                    |                      |                      |
| 1996-1997  | Crimson d'Harvard         | NCAA       | 32  | 6                | 4                | 10               | 36               | -                | - | -                    | -                    | -                    |                      |                      |
| 1997-1998  | Crimson d'Harvard         | NCAA       | 12  | 6                | 6                | 12               | 12               | -                | - | -                    | -                    | -                    |                      |                      |
| 1998-1999  | Crimson d'Harvard         | NCAA       | 31  | 9                | 14               | 23               | 53               | -                | - | -                    | -                    | -                    |                      |                      |
| 1999-2000  | Cyclones de Cincinnati    | LIH        | 73  | 12               | 12               | 24               | 124              | 8                | 0 | 1                    | 1                    | 14                   |                      |                      |
| 2000-2001  | Cyclones de Cincinnati    | LIH        | 4   | 0                | 1                | 1                | 9                | 1                | 0 | 0                    | 0                    | 2                    |                      |                      |
| 2000-2001  | Hurricanes de la Caroline | LNH        | 44  | 1                | 0                | 1                | 20               | 3                | 0 | 0                    | 0                    | 0                    |                      |                      |
| 2001-2002  | Lock Monsters de Lowell   | LAH        | 22  | 5                | 4                | 9                | 51               | -                | - | -                    | -                    | -                    |                      |                      |
| 2001-2002  | Hurricanes de la Caroline | LNH        | 33  | 0                | 1                | 1                | 38               | 1                | 0 | 0                    | 0                    | 0                    |                      |                      |
| 2002-2003  | Hurricanes de la Caroline | LNH        | 81  | 6                | 12               | 18               | 71               | -                | - | -                    | -                    | -                    |                      |                      |
| 2003-2004  | Hurricanes de la Caroline | LNH        | 80  | 7                | 10               | 17               | 69               | -                | - | -                    | -                    | -                    |                      |                      |
| 2004-2005  | HCJ Milano Vipers         | Serie A    | 30  | 15               | 14               | 29               | 57               | 15               | 4 | 7                    | 11                   | 26                   |                      |                      |
| 2005-2006  | Lock Monsters de Lowell   | LAH        | 13  | 4                | 3                | 7                | 20               | -                | - | -                    | -                    | -                    |                      |                      |
| 2005-2006  | Hurricanes de la Caroline | LNH        | 67  | 10               | 11               | 21               | 51               | 25               | 0 | 0                    | 0                    | 10                   |                      |                      |
| 2006-2007  | Hurricanes de la Caroline | LNH        | 82  | 7                | 7                | 14               | 54               | -                | - | -                    | -                    | -                    |                      |                      |
| 2007-2008  | Hurricanes de la Caroline | LNH        | 40  | 2                | 3                | 5                | 34               | -                | - | -                    | -                    | -                    |                      |                      |
| 2007-2008  | Blackhawks de Chicago     | LNH        | 35  | 2                | 4                | 6                | 24               | -                | - | -                    | -                    | -                    |                      |                      |
| 2008-2009  | Blackhawks de Chicago     | LNH        | 36  | 2                | 4                | 6                | 22               | -                | - | -                    | -                    | -                    |                      |                      |
| 2008-2009  | Penguins de Pittsburgh    | LNH        | 9   | 0                | 1                | 1                | 0                | 24               | 3 | 2                    | 5                    | 16                   |                      |                      |
| 2009-2010  | Penguins de Pittsburgh    | LNH        | 82  | 0                | 10               | 10               | 72               | 13               | 2 | 1                    | 3                    | 15                   |                      |                      |
| 2010-2011  | Penguins de Pittsburgh    | LNH        | 80  | 4                | 11               | 15               | 76               | 7                | 1 | 0                    | 1                    | 2                    |                      |                      |
| 2011-2012  | Penguins de Pittsburgh    | LNH        | 82  | 5                | 13               | 18               | 34               | 5                | 0 | 0                    | 0                    | 19                   |                      |                      |
| 2012-2013  | Penguins de Pittsburgh    | LNH        | 48  | 3                | 6                | 9                | 28               | 15               | 0 | 1                    | 1                    | 10                   |                      |                      |
| 2013-2014  | Penguins de Pittsburgh    | LNH        | 82  | 5                | 6                | 11               | 46               | 13               | 1 | 1                    | 2                    | 2                    |                      |                      |
| 2014-2015  | Penguins de Pittsburgh    | LNH        | 70  | 1                | 6                | 7                | 44               | -                | - | -                    | -                    | -                    |                      |                      |
| Totaux LNH | Totaux LNH                | Totaux LNH | 951 | 55               | 105              | 160              | 683              | 106              | 7 | 5                    | 12                   | 74                   |                      |                      |

## Trophées et honneurs personnels
- 1994-1995 :

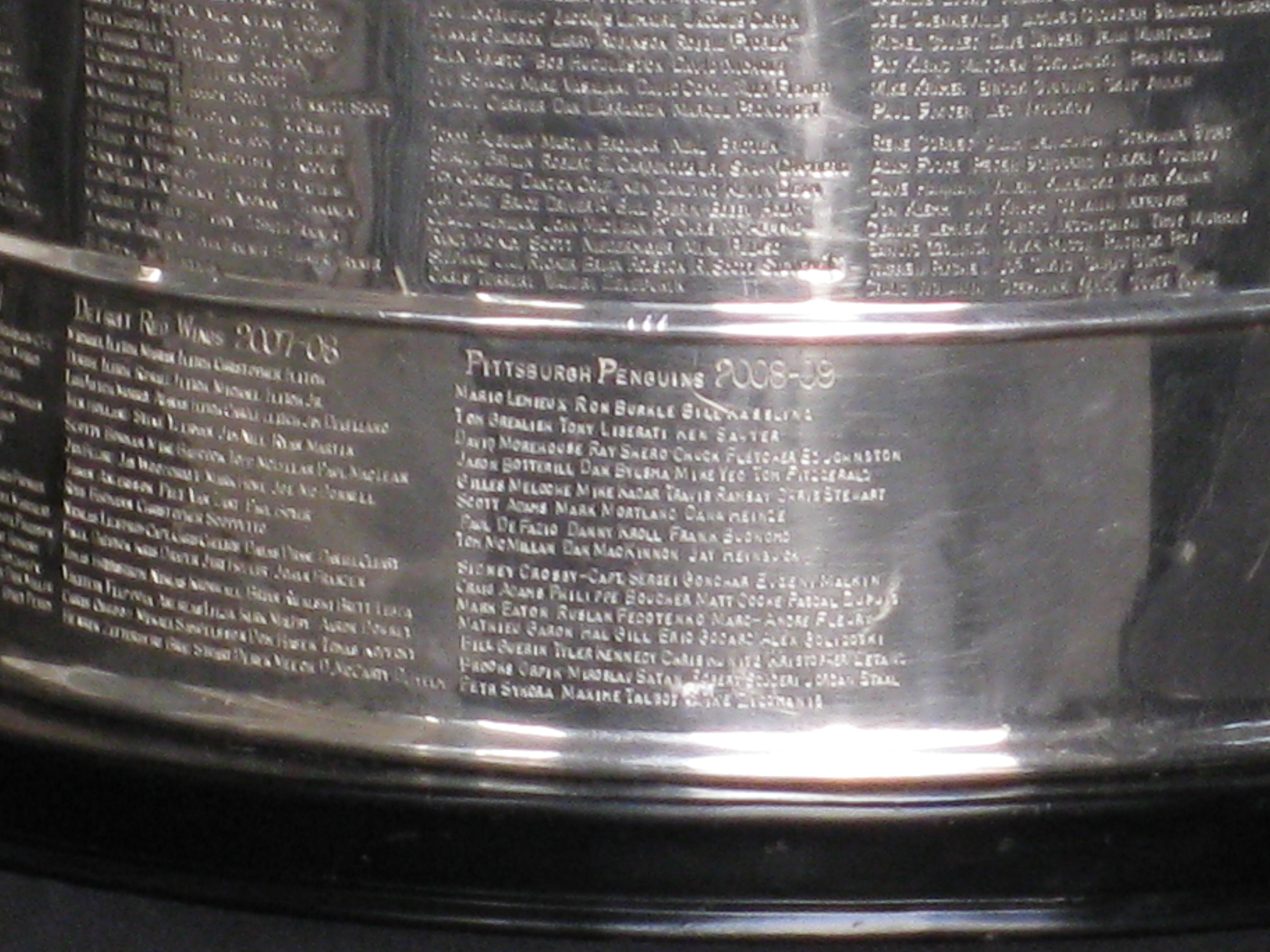
La Coupe Stanley et l'effectif des Penguins 2008-2009 gravé.

  - Champion de la Ligue de hockey junior de l'Alberta ;
  - Champion de la Ligue canadienne de hockey junior de la zone Pacifique - Coupe Doyle ;
  - Vainqueur de la Coupe du centenaire du Manitoba.
- 1995-1996 : George Percy Award, trophée interne de Harvard.
- 1998-1999 : Ralph “Cooney” Weiland Award, trophée interne de Harvard.
- 2004-2005 : champion d'Italie avec les Vipers de Milan.
- 2005-2006 : champion de la Coupe Stanley avec les Hurricanes de la Caroline.
- 2008-2009 : champion de la Coupe Stanley avec les Penguins de Pittsburgh.

## Transactions en carrière
- 25 juin 1997, ses droits sont transférés de Hartford à la Caroline, en même temps que la franchise.
- 28 juillet 2004, signe en tant qu'agent libre avec Vipers de Milan.
- 25 août 2005, signe en tant qu'agent libre avec Mighty Ducks d'Anaheim.
- 3 octobre 2005, échangé aux Hurricanes de la Caroline en retour de Bruno Saint-Jacques.
- 17 janvier 2008, échangé aux Blackhawks de Chicago en retour de considérations futures.
- 4 mars 2009, mis en ballottage par Chicago et récupéré par les Penguins de Pittsburgh.